# Brian MacPhie
Brian MacPhie (n. 11 de mayo de 1972 en San José, Estados Unidos) es un exjugador de tenis estadounidense. Destacó en la modalidad de dobles, donde logró 7 títulos y llegó a alcanzar el puesto 22 del mundo.

## Títulos (7; 0+7)

### Dobles (7)
| Leyenda                |
| Grand Slam (0)         |
| Tennis Masters Cup (0) |
| ATP Masters Series (0) |
| ATP Tour (7)           |

| N.º | Fecha | Torneo       | Superficie | Pareja         | Oponentes en la final              | Resultado    |
| --- | ----- | ------------ | ---------- | -------------- | ---------------------------------- | ------------ |
| 1.  | 1997  | San José     | Dura       | Gary Muller    | Mark Knowles Daniel Nestor         | 4-6 7-6 7-5  |
| 2.  | 2000  | Delray Beach | Dura       | Nenad Zimonjić | Joshua Eagle Andrew Florent        | 7-5 6-4      |
| 3.  | 2001  | San José     | Dura       | Mark Knowles   | Jan-Michael Gambill Jonathan Stark | 6-3 7-64     |
| 4.  | 2001  | Indianápolis | Dura       | Mark Knowles   | Mahesh Bhupathi Sébastien Lareau   | 7-65 5-7 6-4 |
| 5.  | 2002  | Memphis      | Dura       | Nenad Zimonjić | Bob Bryan Mike Bryan               | 6-3 3-6 10-4 |
| 6.  | 2004  | Scottsdale   | Dura       | Rick Leach     | Jeff Coetzee Chris Haggard         | 6-3 6-1      |
| 7.  | 2005  | Los Ángeles  | Dura       | Rick Leach     | Jonathan Erlich Andy Ram           | 6-3 6-4      |

### Finalista en dobles (torneos destacados)
- 1995: Masters de Montreal (junto a Sandon Stolle pìerden ante Yevgeny Kafelnikov y Andrei Olhovskiy
- 1996; Masters de Indian Wells (junto a Michael Tebutt pierden ante Todd Woodbridge y Mark Woodforde)